# Josh Bugajski
Josh Bugajski (5 de outubro de 1990) é um remador britânico, medalhista olímpico.

## Carreira
Bugajski conquistou a medalha de bronze nos Jogos Olímpicos de Verão de 2020 em Tóquio com a equipe da Grã-Bretanha no oito com masculino, ao lado de Jacob Dawson, Thomas George, Moe Sbihi, Charles Elwes, Oliver Wynne-Griffith, James Rudkin, Thomas Ford e Henry Fieldman, com o tempo de 5:25.73.